# 白斑狼綿鳚
白斑狼綿鳚，為輻鰭魚綱鱸形目绵鳚亞目绵鳚科的其中一種，分布於西北太平洋區的鄂霍次克海海域，屬底棲性魚類，棲息深度在水深50至386公尺，體長可達19公分。
体如鳗鱼，背鳍和臀鳍的后端与尾鳍相连，其界限不明显。腮孔在胸 鳍的前下方闭合。腹鳍有3条鳍条，被皮包裹着。鳞小，埋没在皮肤中。皮褐色，散布着不规则的白色斑块。长约50厘米。幼鱼时以多毛类、端足类为食，成鱼后主食鱼类。

## 扩展阅读
維基物種上的相關：白斑狼綿鳚
1. ↑  姚祖榕编著. . 北京：海洋出版社. 2003.01: 39. ISBN 7-5027-5761-9.